# Skrajny Żleb (Dolina Gąsienicowa)

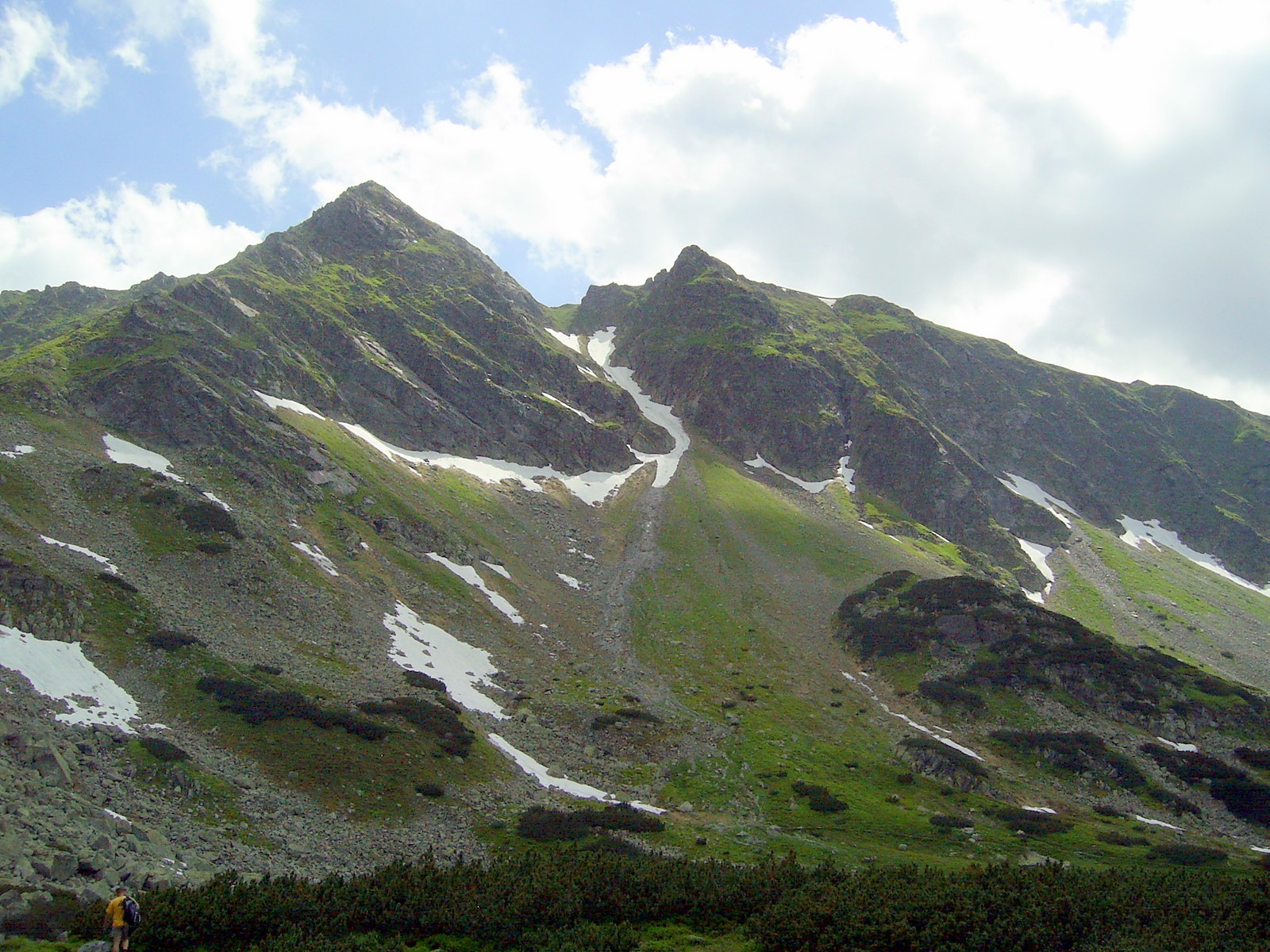
Żleb widoczny między Pośrednią i Skrajną Turnią

Skrajny Żleb – żleb w Dolinie Zielonej Gąsienicowej w polskich Tatrach Zachodnich. Opada ze Skrajnej Przełęczy (2071 m) między Skrajną Turnią (2096 m) i Pośrednią Turnią (2128 m). Jest to krótki żleb opadający początkowo w północnym, niżej północno-wschodnim kierunku do stożka piargowego. Jego obramowanie tworzą północno-wschodnie grzbiety Pośredniej i Skrajnej Turni.